# Medmorska Amerika
Medmorska Amerika (angleško Central America, špansko Centroamérica ali América Central) je centralna geografska regija Amerike, stisnjena med Tihi in Atlantski ocean. Obravnavamo jo bodisi kot samostojno regijo Amerike, kot regijo Srednje Amerike ali kot južni del Severne Amerike.